# Calchines
Los calchines fueron un pueblo indígena que a la llegada de los primeros exploradores españoles en el siglo XVI vivían en la margen derecha del río Paraná en el centro de la provincia de Santa Fe en Argentina. 
Formaban parte del grupo de los chaná-timbúes (o grupo del Litoral), los que geográficamente se agrupaban en: 
- septentrionales: mepenes y mocoretaes
- centrales: calchines, quiloazas, corondas, timbúes y carcaraes
- meridionales: chanás y mbeguaes

Los calchines se hallaban en el área de la vieja ciudad de Santa Fe, entre las actuales San Javier y Helvecia. Algunos autores creen que los colastinés serían calchines.

## Testimonios históricos sobre los calchines
Juan de Garay en 1573 fundó la ciudad de Santa Fe en la Provincia de Calchines y Mocoretas:

... fundo y asiento y nombro esta ciudad de Santa Fe en esta Provincia de Calchines y Mocoretas...

Cuando describe el ejido de la ciudad menciona:

Otro si, señalo y nombro y doy para ejido de esta ciudad, yendo camino de los Chupiacas, por este rio arriba, hasta donde hace una vuelta redonda la barranca de este rio, y por la parte de los Calchines hasta donde está un algarrobo sobre la barranca de una laguna que hace este anegadizo que está junto a esta dicha ciudad, que es hasta donde empieza mi heredad de labor (...)

En el poder que en 1573 el adelantado Juan Ortiz de Zárate otorgó a Garay para que tomase posesión de la ciudad que había fundado:

... a do dicen los yndios calchines y mecoretaes y alli asentastes rreal e lo conquistases e edificastes un lugar e fuerte que dicen Santa Fee...

Martín del Barco Centenera en su poema histórico Argentina y conquista del Río de la Plata con otros acaecimientos de los reinos del Perú, Tucumán y el Estado del Brasil (La Argentina) publicado en 1602 hizo referencia a los Calchinos en el verso correspondiente a la llegada del adelantado Juan Ortiz de Zárate en 1574 a la ciudad de Santa Fe, acompañado del propio Martín del Barco Centenera:

Al fin la Santa Fe, tiempo gastado,
 se llega, do poco antes los vecinos
 salieron a nosotros navegando
 en balsas y canoas los Calchinos
 Mepenes, Chiloazas voceando
 también salen por tierra a los caminos
 celebrando con gozo la venida
 a quien quitar quisieran alma y vida.

También los refiere como Calchines en otro verso:

que por otro viaje allá pasaron
 Mahomas, Epuaes y Calchines
 Timbúes, Cherandíes y Beguaes

En 1616 el gobernador Hernando Arias de Saavedra (Hernandarias) fundó la reducción franciscana de San Miguel de los Calchines. Se empadronaron en ella 142 indígenas, 97 mujeres y 78 muchachos. La reducción tenía iglesia y estaba a su frente el franciscano Pedro de San Francisco. El gobernador Diego de Góngora (1618-1623) mencionó por carta que estaba a 5 leguas al sur de la ciudad vieja de Santa Fe. Luego desapareció, desapareciendo también de la historia el pueblo calchín. A ese lugar en 1834, a orillas del arroyo Calchines, el gobernador Estanislao López traslado a los indígenas de la antigua reducción de San Javier y fue el origen de la localidad de Santa Rosa de Calchines.